# Sébastien Joseph
Sébastien Joseph, né le 8 juin 1979 à Échirolles dans l'Isère, est un entraîneur de football français. Le 18 juin 2025, l’AS Saint-Étienne le nomme en tant qu’entraîneur principal de l'AS Saint-Étienne. 

## Biographie
Après avoir entrainé au Grenoble Foot 38 au début des années 2000, Sébastien Joseph a évolué à l'AC Seyssinet de 2004 à 2010. Puis il rejoint la Ligue de la Méditerranée pour devenir cadre technique de la fédération de 2010 à 2015.
En manque de terrain, il est alors mis en relation avec les dirigeants de Rodez et obtient le poste d'entraîneur de l'équipe féminine évoluant en Division 1 et découvre ainsi le football féminin de haut niveau. Au terme d'une saison 2015-2016 terminée à la 5e place avec Rodez en ayant également atteint les demi-finales de la Coupe de France, il est désigné meilleur entraineur de D1 féminine, par la rédaction de Foot d'elles, site spécialisé dans le football féminin. Sa deuxième saison avec Rodez est moins réussie, finissant à 8e place avec un maintien acquis seulement lors de l'avant dernière journée.
En mai 2017, il signe à l'ASJ Soyaux pour deux ans, convaincu par un projet ambitieux,. La première saison à Soyaux, il s'empare une nouvelle fois de la cinquième place de D1. En mai 2019, il prolonge son contrat pour deux saisons supplémentaires. Souhaitant quitter le club à l'issue de la saison 2019-2020, la crise sanitaire l'en empêche. Il démissionne finalement en octobre 2020 après avoir obtenu un poste de Cadre Technique Départementale (CTD) sur le programme de performance fédéral auprès de la Ligue de la Méditerranée. Il explique qu'il « occupera essentiellement des actions de sélection et de détection ainsi que de la formation de cadre dans son District ». Il laisse le club sojaldicien sur une nouvelle défaite et en position de relégable.
En décembre 2021, après un an de formation au CNF Clairefontaine, il est diplômé du certificat d'entraîneur de football féminin (CEFF), diplôme nouvellement créé et délivré par la FFF.
Après une aventure de trois ans à Dijon, terminé sur une historique quatrième place en D1, Sébastien Joseph s'engage en Juin 2025 avec la section féminine de l'AS Saint-Etienne, maintenue en Arkema Première Ligue,,. 

## Statistiques
| Saison                | Club                  | Championnat           | Championnat | Championnat | Championnat | Championnat | Coupe nationale | Coupe nationale | Coupe nationale | Coupe nationale | Total  | Total | Total | Total | % Victoires |
| Saison                | Club                  | Division              | Matchs      | V           | N           | D           | Matchs          | V               | N               | D               | Matchs | V     | N     | D     | % Victoires |
| --------------------- | --------------------- | --------------------- | ----------- | ----------- | ----------- | ----------- | --------------- | --------------- | --------------- | --------------- | ------ | ----- | ----- | ----- | ----------- |
| 2015-2016             | Rodez AF (F)          | Division 1            | 22          | 9           | 3           | 10          | 5               | 3               | 1               | 1               | 27     | 12    | 4     | 11    | 44,44 %     |
| 2016-2017             | Rodez AF (F)          | Division 1            | 22          | 5           | 6           | 11          | 4               | 3               | 0               | 1               | 26     | 8     | 6     | 12    | 30,77 %     |
| Total Rodez           | Total Rodez           | —                     | 44          | 14          | 9           | 21          | 9               | 6               | 1               | 2               | 53     | 20    | 10    | 23    | 37,74 %     |
| 2017-2018             | ASJ Soyaux            | Division 1            | 22          | 6           | 6           | 10          | 5               | 4               | 0               | 1               | 27     | 10    | 6     | 11    | 37,04 %     |
| 2018-2019             | ASJ Soyaux            | Division 1            | 22          | 7           | 6           | 9           | 2               | 1               | 0               | 1               | 24     | 8     | 6     | 10    | 33,33 %     |
| 2019-2020             | ASJ Soyaux            | Division 1            | 16          | 4           | 4           | 8           | 2               | 1               | 0               | 1               | 18     | 5     | 4     | 9     | 27,78 %     |
| 2020-2021             | ASJ Soyaux            | Division 1            | 7           | 2           | 0           | 5           | -               | -               | -               | -               | 7      | 2     | 0     | 5     | 28,57 %     |
| Total Soyaux          | Total Soyaux          | —                     | 67          | 19          | 16          | 32          | 9               | 6               | 0               | 3               | 76     | 25    | 16    | 35    | 32,89 %     |
| Total sur la carrière | Total sur la carrière | Total sur la carrière | 111         | 33          | 25          | 53          | 18              | 12              | 1               | 5               | 129    | 45    | 26    | 58    | 34,88 %     |